# Burgruine Rusteberg

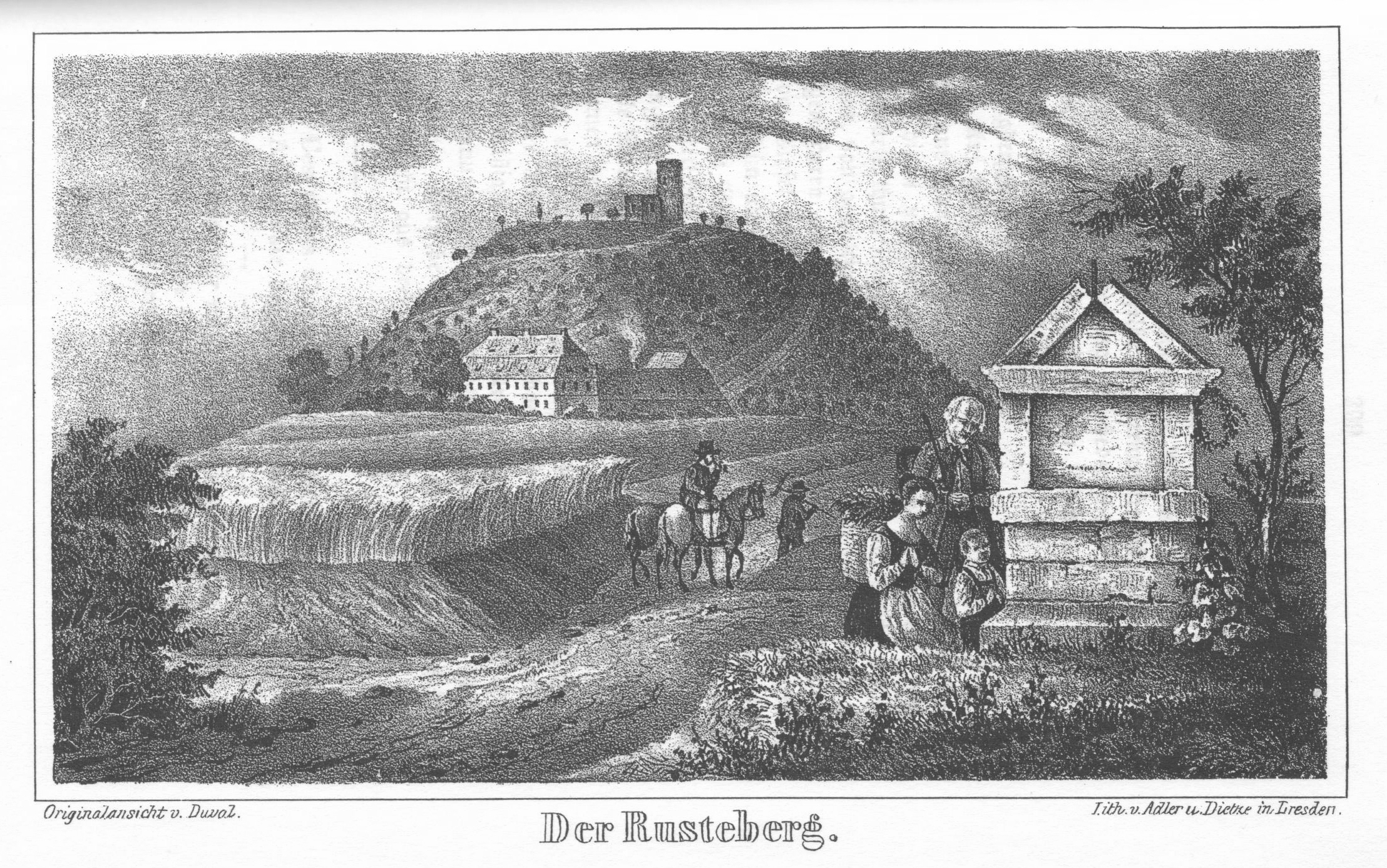
Carl Duval: Der Rusteberg (um 1840)

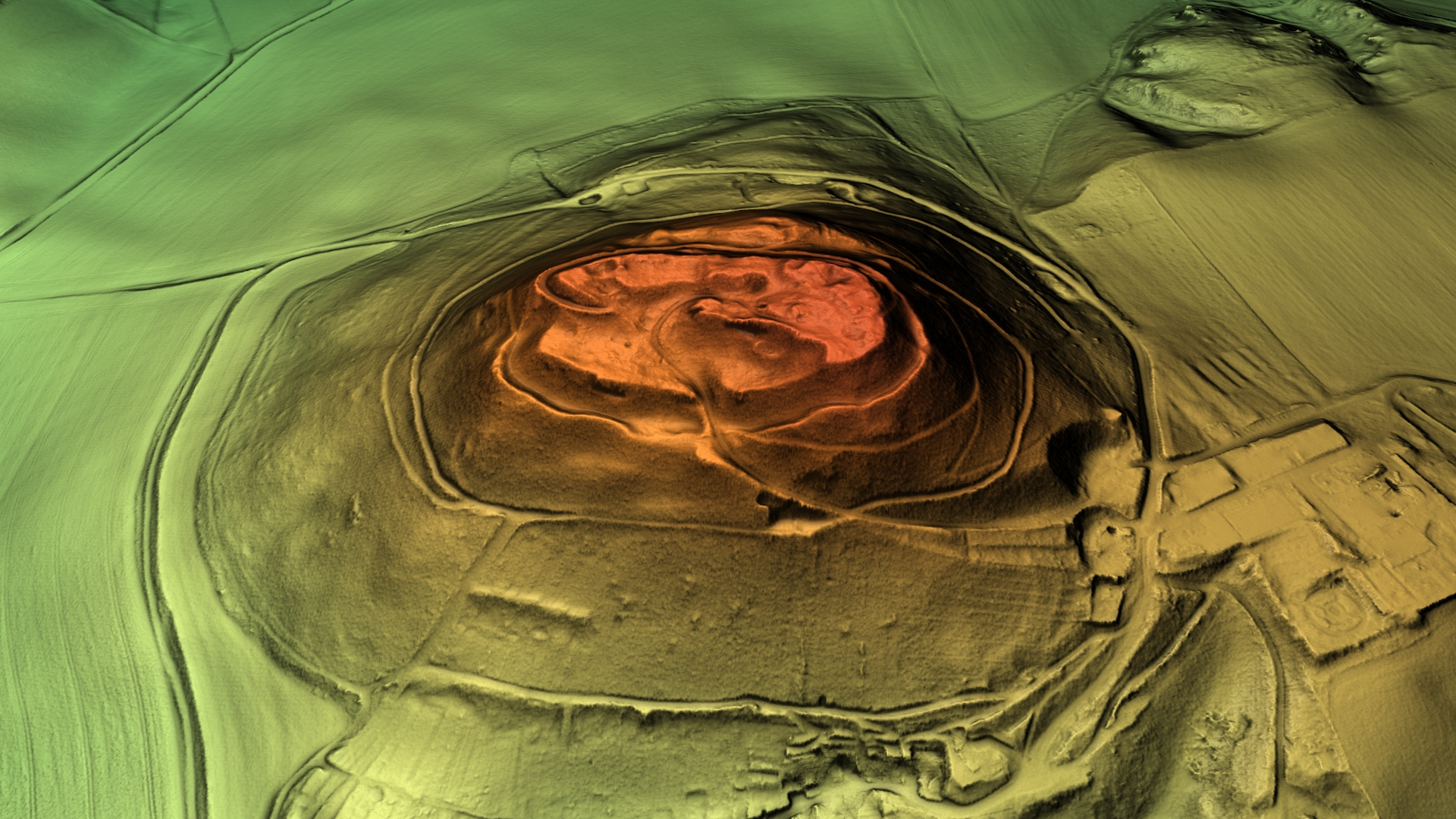
3D-Ansicht des digitalen Geländemodells

Die Burgruine Rusteberg, auch Rustenberg genannt, ist eine verfallene Gipfelburg auf einem isolierten Berggipfel zwischen den Gemeinden Marth und Rustenfelde im Landkreis Eichsfeld in Thüringen.

## Lage
Die Ruine der Burg befindet sich auf dem steil aus dem Leinetal aufragenden kegelförmigen Rusteberg (397,6 m ü. NHN), etwa 10 km westlich der Kreisstadt Heiligenstadt. Die Bergkuppe aus Muschelkalk ist ein Zeugenberg innerhalb der Buntsandsteinlandschaft des westlichen Eichsfeldes. Im Mittelalter verlief hier eine wichtige Heer- und Handelsstraße über Arenshausen und Uder in das Eichsfeld.

## Geschichte
Die zunächst nur schwach befestigte Burg auf dem Rusteberg wurde 1123 erstmals urkundlich erwähnt. Bereits 1165 wurde die Rusteburg zusammen mit der Harburg in einer Fehde zwischen Erzbischof Konrad von Mainz und Kaiser Barbarossa durch den Landgrafen Ludwig II. von Thüringen zerstört. 1186 wird mit Ortolf ein Geistlicher (capellan) auf dem Rusteberg genannt.
Unter Erzbischof Adalbert I. wurde das Mainzer Territorium im Eichsfeld noch im 12. Jahrhundert bedeutend erweitert und durch den Bau einiger Burgen gesichert. Die herausragende Bedeutung des Rusteberg wird in der Folgezeit durch zahlreiche Beurkundungen, zugleich Nachweis für Aufenthalte der Erzbischöfe, und die Einrichtung eines Burggrafenamtes unterstrichen. Militärisch und administrativ wurde der Burggraf von Rusteberg durch Ministerialen, das waren Mitglieder der Familie Knorr, später Knorring, bis 1441, als die Familie nach Kurland emigrierte, und Vögte unterstützt. Im 13. Jahrhundert stellten die Häuser Everstein und Wittgenstein die Burggrafen. 1238 eroberte Heinrich Graf von Gleichen den Rusteberg, der anschließend durch den Heiligenstädter Propst Heinrich wieder zurückgewonnen wurde.
Seit der Mitte des 14. Jahrhunderts übertrugen die Erzbischöfe dem aufstrebenden Heiligenstadt zahlreiche administrativen Aufgaben. Auf der Burg blieb noch bis 1540 die Amtsverwaltung (Vogteiamt) erhalten, die als letzter der Vizedom Siegfried von Bültzingslöwen führte. Während des Bauernkrieges wurde die zur Festung ausgebaute Anlage von den Bauernhaufen weiträumig umgangen. Im Dreißigjährigen Krieg wurde die Burg von Hessen-Kasselschen Truppen eingeschlossen und musste schließlich übergeben werden, kam aber im Westfälischen Frieden an Kurmainz zurück.
1749–1750 erbaute die Amtsverwaltung am Fuße des Burgberges von Rusteberg als Verwaltungsgebäude das Schloss Rusteberg. In diesem Zusammenhang begann der Abbruch der bis dahin noch weitgehend intakten Burganlage, deren Steine als Baumaterial dienten. Die Burgkapelle diente der Bevölkerung noch bis in die jüngste Vergangenheit als Andachtsort.

### Kurmainzisches Amt Rusteberg
Die Gegend um den Rusteberg bis nach Heiligenstadt kam vom 8.–10. Jahrhundert zunächst unter den kirchlichen Einfluss der Mainzer Erzbischöfe, dann auch schrittweise in ihren Besitz. Wer die vorherigen Besitzer der Gegend und der Vogtei waren, ist nicht genau bekannt. Zum Burgamt der Anfang des 12. Jahrhunderts errichteten Burg gehörten ursprünglich nur wenige Dörfer, wie der Markt Marth, Arenshausen, Burgwalde, Freienhagen und Kirchgandern. Die Burg stand unter der Hoheit eines sogenannten Burggrafen, der dem höheren Adel angehörte, beim Rusteberg handelte sich aber um keine Grafenburg. Erster bekannter Burggraf war ein Dudo von Immenhausen. Neben dem Burggrafen hatten zum Schutz der Burg weitere Rittergeschlechter hier einen Burgmannssitz, unter anderem die von Rusteberg.
Mit der Erweiterung des Kurmainzer Besitzes wohnte auf der Burg nicht nur der Burggraf, sondern auch der mainzische Vizedom (später Oberamtmann) für die Besitzungen von Nordhessen bis zum Harz. Ab 1323 waren unter Graf Siegfried von Wittgenstein beide Ämter unter einem Burgherren vereint und das Amt des Burggrafen verschwand.
Mit dem Erlöschen des Vogteiamtes in Heiligenstadt wurden dessen Befugnis ebenfalls vom Rusteberg wahrgenommen. Dafür erhielt die Stadt Heiligenstadt mehr Selbständigkeit und eine eigene Gerichtsbarkeit. In Heiligenstadt befand sich auch der Kornspeicher, wo die Abgaben abgeliefert werden mussten. Zum nun vergrößerten Amt gehörten die Dörfer Geisleden, Heuthen, Kreuzebra (gehörte ursprünglich zum Amt Gleichenstein), Flinsberg, Uder, Neuseesen, Wenigen Lutter, Hadewarterode, Lenterode, Thalwenden, Birkenfelde, Schachtebich, Rengelrode, Mengelrode, Siemerode, Glasehausen, die Wüstungen Griesbach und Krummelbach einige Leute von Kirchberg. Ab dem 16. Jahrhundert kamen weiter Orte hinzu: Westhausen mit Günterode und noch später erst ein Teil und dann ganz Reinholterode (ehemals denen von Westernhagen, Uslar, Wintzingerode gehörig). Im Gebiet des Amtes lagen weiterhin mehrere adlige Gerichtsdörfer, deren Besitzer Burgmannssitze auf dem Rusteberg hatten. Die von Bültzingslöwen besaßen: Glasehausen, Bischhagen, Schönau, die von Bodenhausen: Rohrberg, Freienhagen, Streitholz, die von Plesse: Gänseteich, Lentershagen, Burgwalde, die von Eberstein: Rustenfelde, Marth, Kirchgandern.

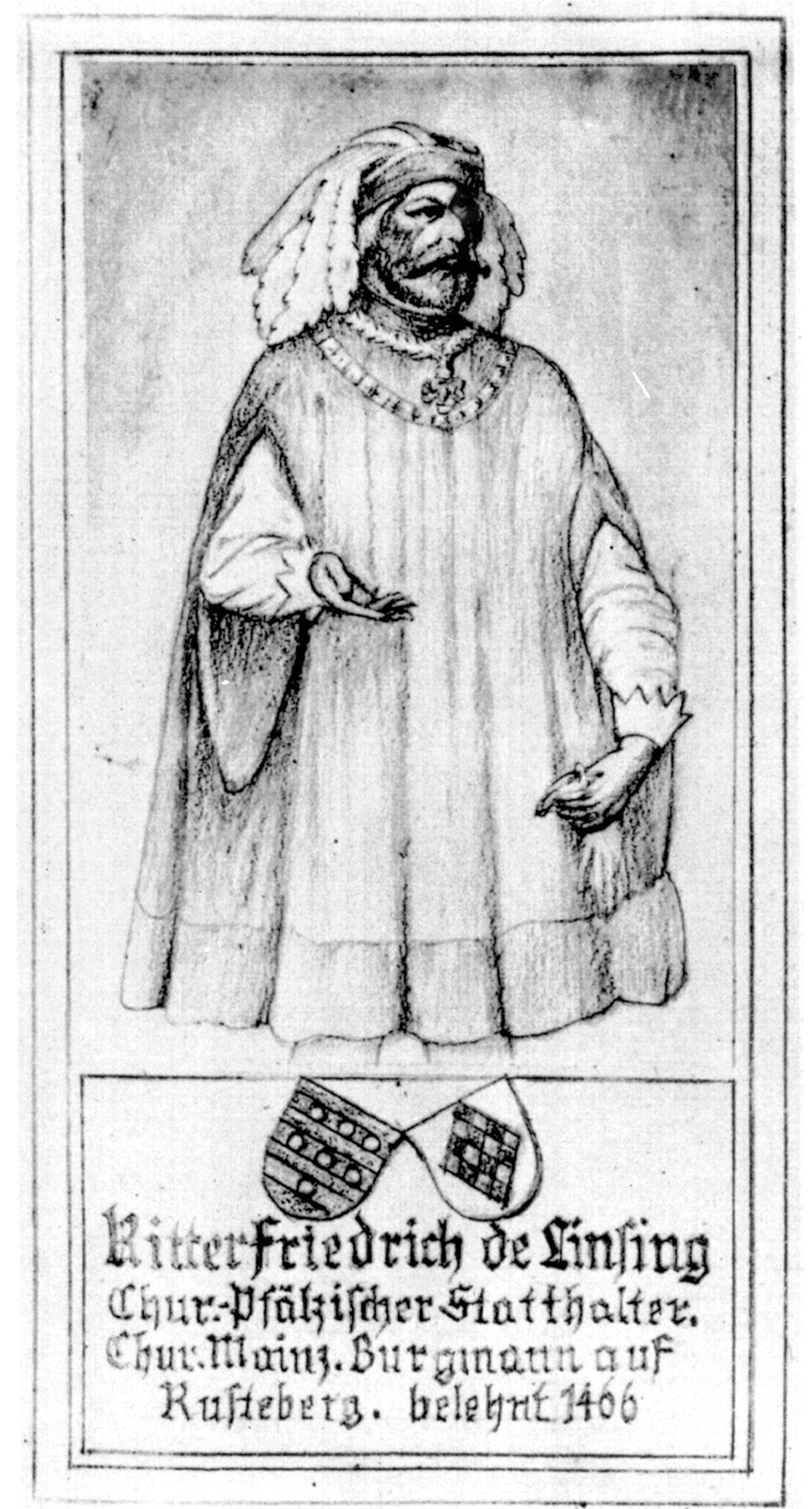
Friedrich von Linsingen als Burgherr auf dem Rusteberg

1540 wurden das Oberamt nach Heiligenstadt verlegt und auf dem Rusteberg verblieben noch die Amtsvögte. Mit Aufgabe der Burg Rusteberg und Errichtung des Schlosses Rusteberg Mitte des 18. Jahrhunderts zog die Verwaltung in die neuen Gebäude des Schlosses. Nachfolgend einige nachgewiesene Burggrafen und Burgmänner:
- 1135, 1155 Dudo von Immenhausen als Burggraf; Odelrich und dessen Bruder Hertwig als Ministerialen[10][11]
- Ende 12. Jahrhundert Graf Albrecht von Everstein
- 1143 Cunrad von Rusteberg (Ministerialer)
- 1239–1256 sein Sohn Konrad von Everstein
- ab 1256 die Herren von Rosdorf: Conrad von Rosdorf, Gumprecht von Rosdorf, 1296 Friedrich von Rosdorf zusammen mit Dietrich von Hardenberg
- 1292 Ernst Hildebrand und Herman von Uslar (Burgmänner)
- 1306 Bruno Schwarz
- 1313–1325 Graf Siegfried von Wittgenstein
- 1315 Hermann von Bültzingsleben
- 1331 Otto und Konrad von Rusteberg, Henrich und Bruno von Bodenhausen, Friedrich von Kindehausen, Wedekind von Schnee, Johann von Wintzingerode
- 1333 Dietrich von Schadeberg
- 1336 Berthold von Worbis, Johann von Wintzingerode[12]
- 1338 Rudolf und Conrad von Bültzingsleben, Burgmänner
- 1339 Otto von Rusteberg[13], Johann von Rengelrode
- 1356, 1374 Hugo von Geisleden[14]
- um 1380 Siegfried von Bültzingsleben
- 1424 Gottschalk und Johann von Plesse
- 1466 Friedrich von Linsingen

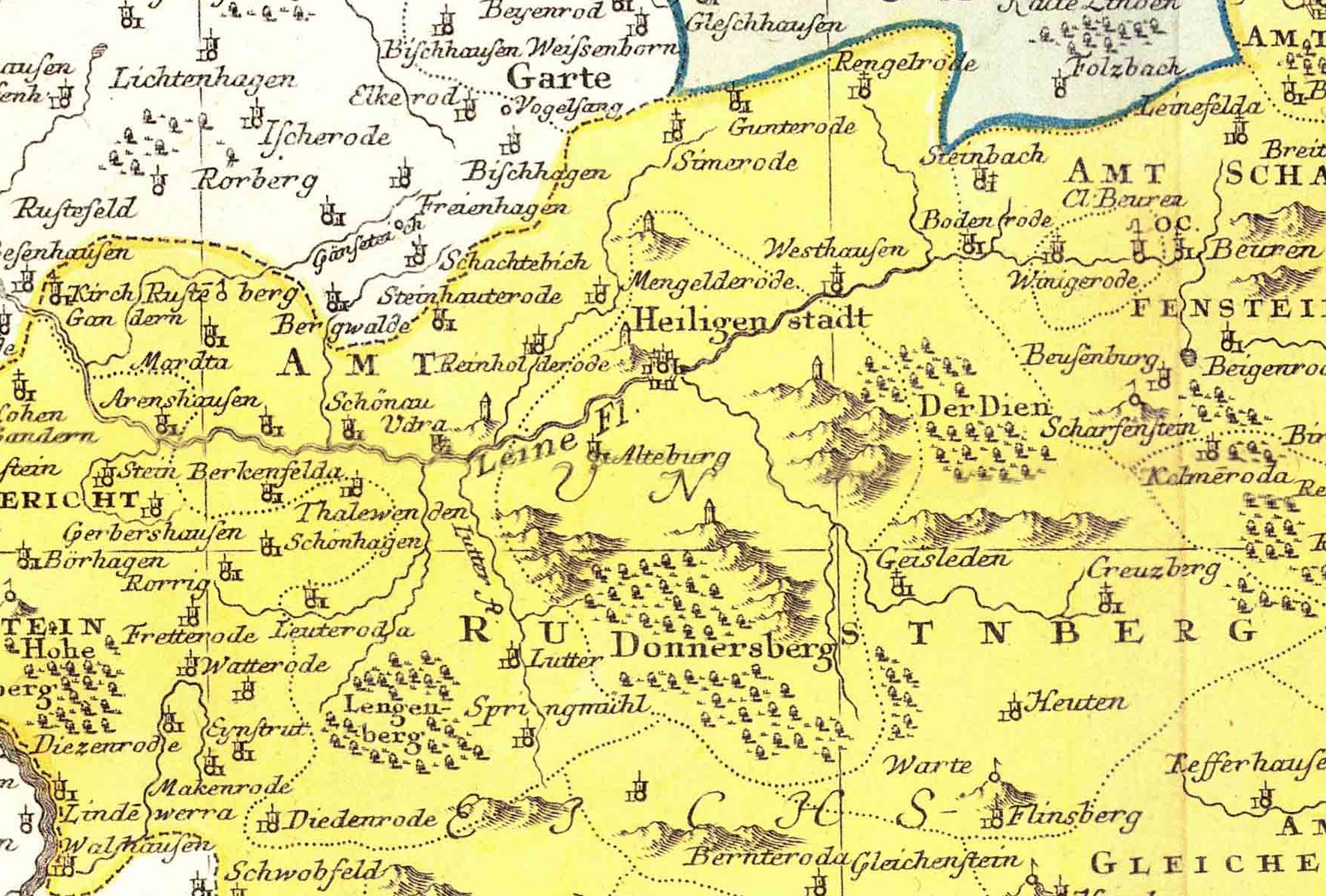
Karte des Amtes Rusteberg um 1759

Nach Verlegung des Oberamtes nach Heiligenstadt sind folgende Vögte oder Amtsmänner nachgewiesen:
- 1532–1561 Kunz Gutjahr
- 1561–1575 Thomas Thonbose
- 1577–1587 Heinrich Thonbose
- 1599 Adam Ceraussen
- 1612–1618 Heinrich Nagell
- 1618–1634 Valentin Möring
- 1637–1648 Christoph Joachimi
- 1648–1687 Johannes Möring
- 1687–1706 Johann Michael Wagner
- 1708–1737 Johann Wendelin Haber
- 1748–1789 Franz Wilhelm Haber (ab 1750 auf Schloss Rusteberg)
- 1789–1801 Anselm Maximilian Haber

### Kurmainzisches Vizedomamt auf dem Rusteberg
Der kurmainzische Vizedom (später auch Oberamtmann genannt) auf dem Rusteberg war für die Verwaltung der Eichsfeldischen Besitzungen und der angrenzenden Gebiete (z. B. Fritzlar, Treffurt) verantwortlich. Die Vizedome waren Ministerialen und die weltlichen Stellvertreter des Erzbischofs in Mainz. Ab 1240 bis 1323 war das Amt mit denen von Hanstein erblich besetzt. Im Jahr 1323 verkaufte Heinrich von Hanstein das Vitztumamt an den Erzbischof Matthias mit allen Zubehörungen (wie den Hof auf der Burg Rusteberg, die Höfe auf dem Markt Rusteberg, die halben Dörfer Arenshausen, Schachtebich, Eichstruth, Scharbrandshausen, verschiedene Ländereien und Höfe und die Kemenate in Hanstein). 1540 wurden das Oberamt und das Landgericht nach Heiligenstadt verlegt, wo sie ab 1603 im Oberamtshaus und ab 1738 in dem an seiner Stelle erbauten Mainzer Schloss ihren Sitz hatten.
Zum Amt des Vizedoms gehörten verschiedene Erbgüter und Zehnten als Einnahmequelle für den Inhaber. Zum Beispiel gehörte Heidenreich im Jahr 1254 das Dorf Elnrode, der Zehnt vom Markt Rusteberg und teilweise von Hadewardeshusen (Steinheuterode) und 4 Hufen zu Geismar. Noch 1608 besaßen die von Hanstein auf dem Rusteberg einen Burgmannssitz und einen Meierhof im Markt. Zum Eigentum gehörten weiterhin Güter in Geisleden, die Alte Burg bei Heiligenstadt, eine halbe Hufe in Uder und den Zehnten in Kreuzebra.
Folgende Vizedome sind bekannt:
- 1126–1139 Lambrecht
- Gerlaus
- ab 1150 die Herren von Hanstein (nannten sich anfangs auch von Rusteberg)
  - 1162–1193 Heidenricus und bis 1196 sein Bruder Helwig
  - 1239–1256 Heidenrich von Hanstein, danach sein Sohn Heidenrich bis etwa 1290
  - Heinrich und Lippold von Hanstein
- nachfolgende Vizedome kamen aus Eichsfeldischem Adel (Worbis, Knorr, Wintzingerode, Bültzingslöwen, Minnigerode, Linsingen) und benachbarten Adelsfamilien (Bodenhausen, Hardenberg, Hohnstein, Uslar, Schwarzburg und auch Herzöge von Sachsen)

Für alle Vizedome siehe die Liste der Vizedome, Oberamtmänner und Statthalter der Mainzer Besitzungen auf dem Eichsfeld.

## Beschreibung

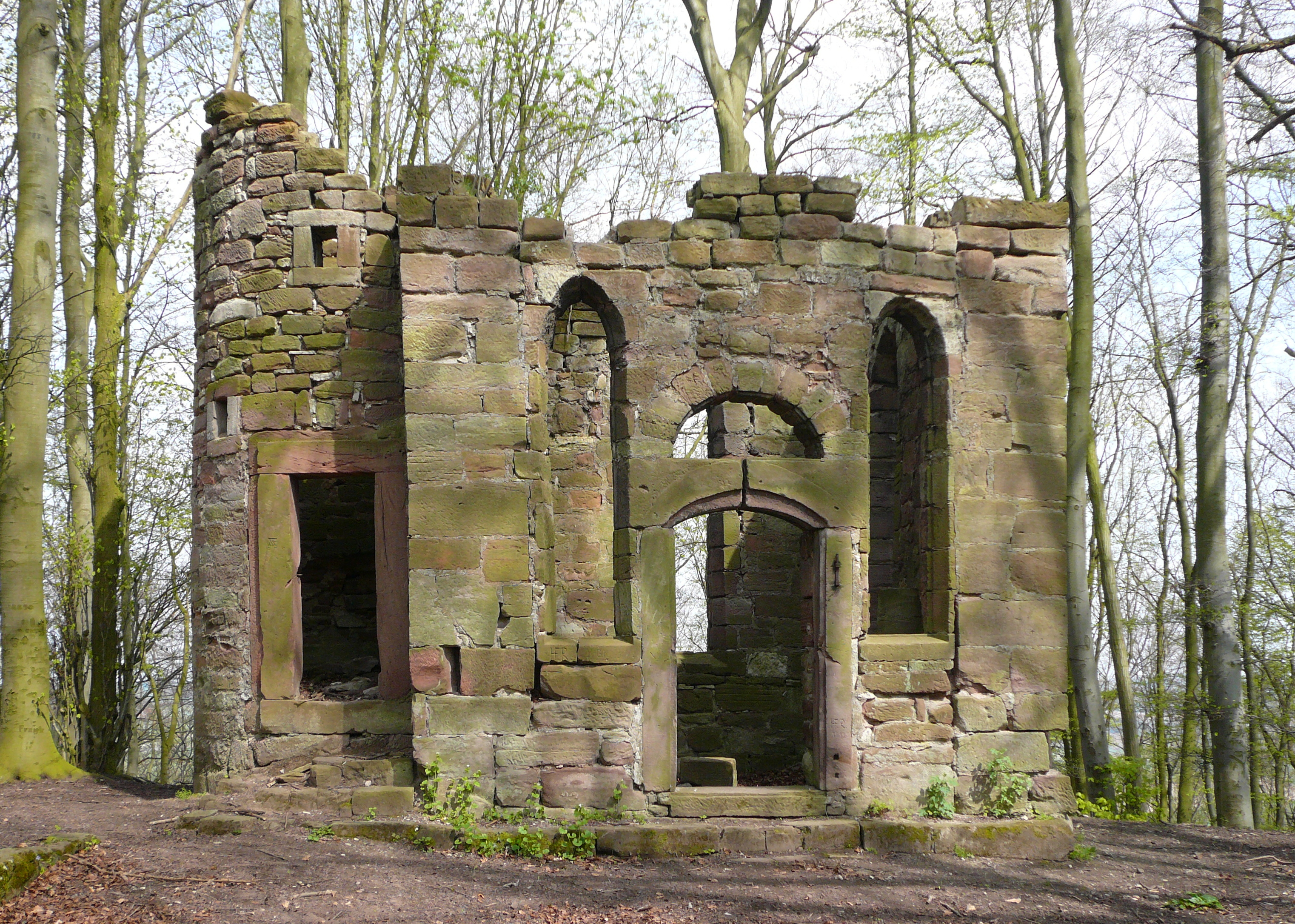
Ruine der Burgkapelle St. Michaelis

Von der ehemaligen Burg und spätmittelalterlichen Festungsanlage sind noch Reste der äußeren Befestigungsanlagen, teilweise verschüttete Gewölbekeller und die Ruine der Burgkapelle erhalten, die im 19. Jahrhundert unter Verwendung von Trümmerresten um einen im Norden angebauten Rundturm und eine Eingangsfassade im Westen ergänzt wurde.
Das frühere Aussehen und die Lage der Hauptgebäude sind auf einer von Matthias Merian publizierten Ansicht deutlich erkennbar. Demnach bestand die Burganlage aus der Kernburg in Gipfellage, um die sich eine halbmondförmige, stark befestigte Vorburg legte. Der im Süden des Berges angelegte Hauptzugang wurde mit einem bastionsartigen Vortor zusätzlich verstärkt. Eine Ringwall-Graben Befestigung umgab die mit weiteren Mauern und Türmen geschützte Burganlage. Nach dem Abtragen der Hauptgebäude sind diese heute lediglich noch  als Bodenunebenheiten zu bemerken. Der einstige Bergfried hatte eine Grundfläche von 7,7 mal 7,7 Meter und eine Mauerstärke von 1,7 Meter.